# أرقام الهاتف في الصومال
أرقام الهاتف في الصومال (بالصومالية: Lanbarada Taleefanada Soomaliya)‏ كانت خطوط ثابتة يجد عليها عدد قليل من الناس وكانت تعمل فقط في مناطق قليلة في الصومال. بعد سقوط الحكومة المركزية، سقطت صناعة الاتصالات في أيدي مستثمري القطاع الخاص وظلت أرقام الهواتف غير منظمة وعادت بعدها في عام 2012،  بعد إدراك الحكومة الاتحادية الحاجة إلى إنشاء أطر تنظيمية لضمان الرقابة الفعالة على قطاع الاتصالات وتطويره، وفي عام 2017، أنشأت الحكومة الهيئة الوطنية للاتصالات المكلفة بتنظيم والإشراف على صناعة الاتصالات.

## صيغ الاتصال
للاتصال بالصومال، يتم استخدام التنسيق التالي
yxx xxx xxx، yyx xxx xxx أو yyy xxx xxx - cls داخل الصومال.
+252 yxx xxx xxx، +252 yyx xxx xxx أو +252 yyy xxx xxx - مكالمات من خارج الصومال

## قائمة رموز المناطق في الصومال
تدار صناعة الاتصالات السلكية واللاسلكية في الصومال من قبل الشركات الخاصة منذ انهيار حكومة سياد بري في عام 1991. ومع ذلك، وبعد إنشاء الهيئة الوطنية للاتصالات في عام 2017، أصبح تنظيم صناعة الاتصالات في البلاد يشرف عليه الآن هذه الهيئة، التي طورت عددًا من اللوائح منذ إنشائها.
قامت الهيئة الوطنية للاتصالات في عام 2021 بتوحيد ترقيم خدمات الهاتف الثابت وخصصت رموزًا للدول الأعضاء الاتحادي على الشكل التالي.
| قائمة رموز منطقة الخطوط الثابتة اعتبارًا من 2021 | قائمة رموز منطقة الخطوط الثابتة اعتبارًا من 2021 | قائمة رموز منطقة الخطوط الثابتة اعتبارًا من 2021 | قائمة رموز منطقة الخطوط الثابتة اعتبارًا من 2021 |
| رمز الوجهة الوطنية (NDC) للهواتف الثابتة        | رمز المنطقة                                     | المنطقة/الولاية                                 | مثال                                            |
| ----------------------------------------------- | ----------------------------------------------- | ----------------------------------------------- | ----------------------------------------------- |
| 02                                              | 1                                               | مقديشو                                          | 021X XXX XXX                                    |
| 02                                              | 2                                               | صوماليلاند                                      | 022X XXX XXX                                    |
| 02                                              | 3                                               | جوبالاند                                        | 023X XXX XXX                                    |
| 02                                              | 4                                               | جنوب غرب الصومال                                | 024X XXX XXX                                    |
| 02                                              | 5                                               | بونتلاند                                        | 025X XXX XXX                                    |
| 02                                              | 6                                               | هيرشبيلي                                        | 026X XXX XXX                                    |
| 02                                              | 7                                               | غلمدغ                                           | 027X XXX XXX                                    |